# Haytagh
Haytagh (in armeno Հայթաղ?) è un comune dell'Armenia di 3 096 abitanti (2009) della provincia di Armavir.